# Copa Catalunya de futbol masculina 2010-2011
La Copa Catalunya 2010-2011 és la 22a edició de la Copa Catalunya de futbol, una competició a eliminatòries úniques al camp de l'equip de menor categoria i organitzada per la Federació Catalana. Aquest any s'ha canviat el format per a fer-la més participativa i atractiva. Així, la disputen enguany tots els equips catalans campions de Tercera, Segona, Primera i Preferent Territorials, i Primera Catalana. A més a més, també tenen dret a participar-hi tots els equips catalans de Tercera Divisió, Segona Divisió B, Segona Divisió A i Primera Divisió.

## Fases

### 1a Fase
Hi participen els equips catalans campions de Tercera Territorial.

#### 1a Eliminatòria (22 i 23 de maig de 2010)
| CF Mediona | 0-5 | UE Torrelles |
| ---------- | --- | ------------ |
|            |     |              |

 Municipal Sant Joan de Mediona (Sant Joan de Mediona)        
| Peña Deportiva Pajaril | 3-0 | CF Maurina Egara |
| ---------------------- | --- | ---------------- |
|                        |     |                  |

 Industrial Ripollet (Ripollet)        
| CF Banyeres | 2-5 | Borges del Camp CD |
| ----------- | --- | ------------------ |
|             |     |                    |

 Municipal Banyeres (Banyeres del Penedès)        
| Cerro Peña Blaugrana Trinitat Vella | 2-1 | La Salut Pere Gol |
| ----------------------------------- | --- | ----------------- |
|                                     |     |                   |

 Complex Esportiu Trinitat Vella (Barcelona)        
| CF Sant Just | 2-1 | San Pancracio UD |
| ------------ | --- | ---------------- |
|              |     |                  |

 Municipal Sant Just Desvern (Sant Just Desvern)        
| CE Roda de Ter | 0-1 | CF Ametlla Vallès |
| -------------- | --- | ----------------- |
|                |     |                   |

 Municipal Roda de Ter (Roda de Ter)        

#### 2a eliminatòria (29 i 30 de maig de 2010)
| Borges del Camp CD | 2-4 | UE Torroelles |
| ------------------ | --- | ------------- |
|                    |     |               |

 Municipal Les Borges (Les Borges Blanques)        
| Peña Deportiva Pajaril | 1-1 | CF Ametlla Vallès |
| ---------------------- | --- | ----------------- |
|                        |     |                   |
| Tanda de penals        |     |                   |
|                        | 5-6 |                   |

 Industrial Ripollet (Ripollet)        
| Cerro Peña Blaugrana Trinitat Vella | 4-0 | CF Sant Just |
| ----------------------------------- | --- | ------------ |
|                                     |     |              |

 Complex Esportiu Trinitat Vella (Barcelona)        

### 2a Fase
Hi participen els classificats de la 1a Fase més els campions catalans de 2a i 1a Territorial, i Preferent

#### 1a Eliminatòria (5 i 6 de juny de 2010)
| UD Jesús i Maria | 2-0 | CF Calafell |
| ---------------- | --- | ----------- |
|                  |     |             |

 L'Aube (Deltebre)        
| UE Torrelles | 0-4 | Unificació Bellvitge |
| ------------ | --- | -------------------- |
|              |     |                      |

 Can Roig (Torrelles)        
| Arbeca CF | 3-2 | CF Agramunt |
| --------- | --- | ----------- |
|           |     |             |

 Municipal d'Arbeca (Arbeca)        
| OAR Vic | 0-4 | UE Figueres |
| ------- | --- | ----------- |
|         |     |             |

 Estadi Torras i Bages (Vic)        
| Sallent CE | 1-0 | CF Organyà |
| ---------- | --- | ---------- |
|            |     |            |

 Municipal de Sallent (Sallent)        
| CF Ametlla Vallès | 0-7 | UE Aiguafreda |
| ----------------- | --- | ------------- |
|                   |     |               |

 Josep Costa (L'Ametlla del Vallès)        
| Sabadell Nord CF | 1-6 | CD Olímpic Can Fatjó |
| ---------------- | --- | -------------------- |
|                  |     |                      |

 Municipal Can Oriac (Sabadell)        
| Cerro Peña Blaugrana Trinitat Vella | 0-2 | CE Júpiter |
| ----------------------------------- | --- | ---------- |
|                                     |     |            |

 Complex Esportiu Trinitat Vella (Barcelona)        
| Assocació Esportiva Unificació Badalona Sud | 0-4 | CF Equipo JA |
| ------------------------------------------- | --- | ------------ |
|                                             |     |              |

 Camp Municipal de Badalona Sud (Badalona)        

#### 2a Eliminatòria (13 de juny de 2010)
| Arbeca CF | 1-4 | UD Jesús i Maria |
| --------- | --- | ---------------- |
|           |     |                  |

 Municipal Arbeca (Arbeca)        
| CD Olímpic Can Fatjó | 7-6 | Vilafranca FC |
| -------------------- | --- | ------------- |
|                      |     |               |

 Municipal Can Fatjó (Rubí)        
| Sallent CE | 1-3 | UE Aiguafreda |
| ---------- | --- | ------------- |
|            |     |               |

 Municipal de Sallent (Sallent)        
| Immigrants de l'Alt Empordà | 0-1 | UE Figueres |
| --------------------------- | --- | ----------- |
|                             |     |             |

 Municipal Mas Oliva (Roses)        
| CF Vilartagues | 2-1 | Quart UE |
| -------------- | --- | -------- |
|                |     |          |

 Municipal de Vilartagues (Sant Feliu de Guíxols)        
| CF Equipo JA | 1-0 | CE Júpiter |
| ------------ | --- | ---------- |
|              |     |            |

 Municipal Eduardo Aunós (Barcelona)        
Equip exempt: Unificació Bellvitge

#### 3a Eliminatòria (20 de juny de 2010)
| CF Vilartagues | 3-6 | UE Figueres |
| -------------- | --- | ----------- |
|                |     |             |

 Municipal de Vilartagues (Sant Feliu de Guíxols)        
| CF Equipo JA | 2-0 | UE Aiguafreda |
| ------------ | --- | ------------- |
|              |     |               |

 Estadi Eduardo Aunós (Barcelona)        
| UD Jesus i Maria | 0-3 | Unificació Bellvitge |
| ---------------- | --- | -------------------- |
|                  |     |                      |

 L'Aube (Deltebre)        
Equip exempt: CD Olímpic Can Fatjó

### 3a Fase
Hi participen els equips classificats de la 2a Fase més els equips catalans de Tercera Divisió i Segona Divisió B.

#### 1a Eliminatòria (7 i 8 d'agost de 2010)
| CD Olímpic Can Fatjó | 2-2 | AE El Prat |
| -------------------- | --- | ---------- |
|                      |     |            |

 Municipal Can Fatjó (Rubí)        
| CF Amposta | 0-0 | UE Rapitenca |
| ---------- | --- | ------------ |
|            |     |              |

 Estadi Municipal d'Amposta (Amposta)        
| UE Figueres | 2-2 | AEC Manlleu |
| ----------- | --- | ----------- |
|             |     |             |

 Estadi Municipal de Figueres (Figueres)        
| UE Llagostera | (1) | UD Cassà |
| ------------- | --- | -------- |
|               |     |          |

 Municipal Llagostera (Llagostera)        
(1) La UD Cassà no s'hi va presentar al renunciar a participar-hi. La UE Llagostera es classifica per a la següent eliminatòria directament.
| CF Equipo JA | (2) | CF Badalona |
| ------------ | --- | ----------- |
|              |     |             |

 Estadi Eduardo Aunós (Barcelona)        
(2) El CF Badalona no s'hi va presentar al renunciar a participar-hi. El CF Equipo JA es classifica per a la següent eliminatòria directament.
| CE Europa | (3) | UD Atlètica Gramenet |
| --------- | --- | -------------------- |
|           |     |                      |

 Estadi Nou Sardenya (Barcelona)        
(3) La UD Atlètica Gramenet no s'hi va presentar al renunciar a participar-hi. El CE Europa es classifica per a la següent eliminatòria directament.
| UE Castelldefels | 2-0 | UE Sant Andreu |
| ---------------- | --- | -------------- |
|                  |     |                |

 Municipal dels Canyars (Castelldefels)        
| CF Vilanova i la Geltrú | 3-0 | FC Ascó |
| ----------------------- | --- | ------- |
|                         |     |         |

 Estadi dels Alumnes Obrers de Vilanova (Vilanova i la Geltrú)        
Equip exempt: CE Sabadell

#### 2a Eliminatòria (15 d'agost de 2010)
| AEC Manlleu     | 1-1 | UE Llagostera |
| --------------- | --- | ------------- |
|                 |     |               |
| Tanda de penals |     |               |
|                 | 4-5 |               |

 Estadi Municipal de Manlleu (Manlleu)        
| CF Equipo JA | (1) | CE Sabadell |
| ------------ | --- | ----------- |
|              |     |             |

 Estadi Eduard Aunós (Barcelona)        
(1) El CE Sabadell no s'hi va presentar al renunciar participar-hi. El CF Equipo JA passa directament a la següent eliminatòria.
| CD Olímpic Can Fatjó | 0-2 | CE Europa |
| -------------------- | --- | --------- |
|                      |     |           |

 Municipal Can Fatjó (Rubí)        
| UE Rapitenca    | 1-1 | UE Castelldefels |
| --------------- | --- | ---------------- |
|                 |     |                  |
| Tanda de penals |     |                  |
|                 | 2-4 |                  |

 La Devesa (Sant Carles de la Ràpita)        
Equip exempt: CF Vilanova i la Geltrú

#### 3a Eliminatòria (22 d'agost de 2010)
| CF Equipo JA | 1-3 | CE Europa |
| ------------ | --- | --------- |
|              |     |           |

 Estadi Eduard Aunós (Barcelona)        
| UE Castelldefels | 0-1 | CF Vilanova i la Geltrú |
| ---------------- | --- | ----------------------- |
|                  |     |                         |

 Municipal dels Canyars (Castelldefels)        
Equip exempt: UE Llagostera

#### 4a Eliminatòria (27 d'octubre de 2010)
| CE Europa | 1-2 | UE Llagostera |
| --------- | --- | ------------- |
|           |     |               |

 Estadi Nou Sardenya (Barcelona)        
Equip Exempt: CF Vilanova i la Geltrú

#### 5a Eliminatòria (10 de novembre de 2010)
Hi participen els classificats en les eliminatòries anteriors més els equips catalans de Segona Divisió (Girona FC i Club Gimnàstic de Tarragona)
| UE Llagostera | 1-1 | Girona FC |
| ------------- | --- | --------- |
|               |     |           |

 Municipal Llagostera (Llagostera)        
| CF Vilanova i la Geltrú | 0-3 | Club Gimnàstic de Tarragona |
| ----------------------- | --- | --------------------------- |
|                         |     |                             |

 Complex Parc Esportiu Garraf (Vilanova i la Geltrú)        

### Fase Final
Hi participen els equips classificats en la 3a Fase més el FC Barcelona i el RCD Espanyol de Barcelona.

#### Semifinals (8 d'agost de 2011)
La disputen els dos equips catalans de 1a Divisió contra els classificats en la 3a Fase.
| RCD Espanyol de Barcelona | 2-1 | Club Gimnàstic de Tarragona |
| ------------------------- | --- | --------------------------- |
|                           |     |                             |

 Nou Estadi (Tarragona)        
| FC Barcelona | 2-1 | Girona FC |
| ------------ | --- | --------- |
|              |     |           |

 Nou Estadi (Tarragona)        

## Final
| RCD Espanyol de Barcelona | 3 - 0 | FC Barcelona |
| ------------------------- | ----- | ------------ |
| Thievy 50' 53' 76'        | [ 1 ] |              |

| Espanyol de Barcelona | Barcelona |

| PO                  |  | Francisco Casilla  |  |     |
|                     |  | Ernesto Galán      |  | 46' |
|                     |  | Albert Canal       |  |     |
|                     |  | Zouhair Feddal     |  |     |
|                     |  | Carlos Clerc       |  |     |
|                     |  | Cristian Gómez     |  |     |
|                     |  | Javi López         |  |     |
|                     |  | José Ruiz "Pirulo" |  | 74' |
|                     |  | Luis García        |  |     |
|                     |  | Christian Alfonso  |  | 74' |
|                     |  | Thievy Bifouma     |  | 86' |
| Substituts:         |  |                    |  |     |
|                     |  | Pau Senent         |  | 46' |
|                     |  | Víctor Álvarez     |  | 74' |
|                     |  | Kilian Grant       |  | 74' |
|                     |  | Carlos Albarrán    |  | 86' |
| Entrenador:         |  |                    |  |     |
| Mauricio Pochettino |  |                    |  |     |

| PO                |  | Oier Olazábal       |  |     |
|                   |  | Oriol Rosell        |  |     |
|                   |  | Sergi Gómez         |  | 46' |
|                   |  | Armando Lozano      |  |     |
|                   |  | Alejandro Grimaldo  |  |     |
|                   |  | Gustavo Ledes       |  | 55' |
|                   |  | Javier Espinosa     |  | 46' |
|                   |  | Rafinha Alcântara   |  |     |
|                   |  | Gerard Deulofeu     |  |     |
|                   |  | Saúl Berjón         |  | 46' |
|                   |  | Isaac Cuenca        |  | 71' |
| Substituts:       |  |                     |  |     |
|                   |  | Ivan Balliu         |  | 46' |
|                   |  | Carlos Carmona      |  | 46' |
|                   |  | Jonathan dos Santos |  | 46' |
|                   |  | Martí Riverola      |  | 55' |
|                   |  | Jean-Marie Dongou   |  | 71' |
| Entrenador:       |  |                     |  |     |
| Eusebio Sacristán |  |                     |  |     |